# ヨーロッパ放送地区

赤色で示した範囲がヨーロッパ放送地区

ヨーロッパ放送地区（ヨーロッパほうそうちく、European Broadcasting Area (EBA)）とは、国際電気通信連合(ITU)の無線通信規則(RR)第5.14条で次のように定義された地域である。ヨーロッパ放送地域（ヨーロッパほうそうちいき）とも訳される。
EBAにはヨーロッパ以外の地域が含まれており、逆にヨーロッパの一部の地域が除外されている。2007年までは、アルメニア、アゼルバイジャン、ジョージアはEBAの領域外と定義されていたが、2007年の世界無線通信会議(WRC-07)でこれら3か国にEBAが拡大された。ヨーロッパの領域内のITU加盟国でEBAの領域外なのはカザフスタンが唯一である。カザフスタンはEBAからは除外されているが、欧州評議会に加盟する資格がある。
EBAの境界線は、19世紀から20世紀初頭にかけて、電信線によって接続された地域を起源としている。EBAは、欧州放送連合(EBU)への積極的な参加と、それに伴うユーロビジョン・ソング・コンテストへの参加資格の定義に関わっている。2017年11月現在、欧州放送連合には56か国から73組織の正会員、21か国から33組織の準会員が加盟しており、他に7組織の参加が承認されている。

## EBA内の国と地域

### ITUに加盟している国
- アルバニア
- アルジェリア[注釈 1]
- アンドラ
- アルメニア
- オーストリア
- アゼルバイジャン
- ベラルーシ
- ベルギー
- ボスニア・ヘルツェゴビナ
- ブルガリア
- クロアチア
- キプロス
- チェコ
- デンマーク[注釈 2]
- エジプト[注釈 1]
- エストニア
- フィンランド
- フランス[注釈 3]
- ジョージア
- ドイツ
- ギリシャ
- ハンガリー
- アイスランド
- イラク[注釈 4]
- アイルランド
- イスラエル[注釈 1]
- イタリア
- ヨルダン
- ラトビア
- レバノン
- リビア[注釈 1]
- リヒテンシュタイン[注釈 4]
- リトアニア
- ルクセンブルク
- マルタ
- モルドバ
- モナコ
- モンテネグロ
- モロッコ[注釈 1]
- オランダ[注釈 5]
- 北マケドニア共和国
- ノルウェー[注釈 6]
- ポーランド
- ポルトガル
- ルーマニア
- ロシア[注釈 1]
- サンマリノ
- サウジアラビア[注釈 1][注釈 4]
- セルビア
- スロバキア
- スロベニア
- スペイン[注釈 7]
- スウェーデン
- スイス
- シリア[注釈 4]
- チュニジア
- トルコ
- ウクライナ
- イギリス[注釈 8]
- バチカン市国

1. 1 2 3 4 5 6 7  一部はEBAの領域外。
2. ↑  グリーンランドはEBAの領域外。
3. ↑  海外県・海外領土はEBAの領域外。
4. 1 2 3 4  EBUの会員ではない。
5. ↑  カリブ・オランダ、アルバ、キュラソー、シント・マールテンはEBAの領域外。
6. ↑  ブーベ島、ピョートル1世島、ドロンニング・モード・ランドはEBAの領域外。
7. ↑  カナリア諸島はEBAの領域外。
8. ↑  海外領土（アクロティリおよびデケリアとジブラルタル以外）はEBAの領域外。

### 属領および一部の国からしか国家承認されていない国
以下の管轄区域もEBAの領域内にあるが、属領であるか、一部の国からしか国家承認されていないため、ITUやEBUに加盟することはできない。
属領・海外領土
- アクロティリおよびデケリア - イギリスの海外領土
- フェロー諸島 - デンマーク王国の構成国
- ジブラルタル - イギリスの海外領土
- ガーンジー島 - イギリスの王室属領
- マン島 - イギリスの王室属領
- ジャージー島 - イギリスの王室属領

一部の国からしか国家承認されていない国
- アブハジア - ジョージアは自国の自治共和国と主張
- アルツァフ共和国 - アゼルバイジャンは自国の一部と主張
- コソボ - セルビアは自国の自治州と主張
- 北キプロス - キプロスは自国の一部と主張
- パレスチナ - イスラエルとの間で紛争中
- 南オセチア - ジョージアは自国の自治共和国と主張
- 沿ドニエストル共和国 - モルドバは自国の構成体と主張
- クルディスタン地域（シリアのロジャヴァを含む） - イラクの自治地域。トルコ、シリア、イランが領有を主張。